# Witold Armon
Witold Armon, pseudonim A. Vytautas (ur. 27 lipca 1924 w Kiejdanach, zm. 9 września 2002 w Toruniu) – polski etnolog.

## Działalność naukowa
W roku 1947 rozpoczął studia etnologiczne i etnograficzne na Wydziale Humanistycznym Uniwersytetu Poznańskiego. Kształcił się pod kierunkiem Eugeniusza Frankowskiego (etnografia i etnologia), Jana Czekanowskiego (antropologia) oraz Józefa Kostrzewskiego (prahistoria). W 1951 roku obronił interdyscyplinarną pracę magisterską z filozofii z zakresu antropologii, prahistorii, etnografii i etnologii pod tytułem „Polscy etnografowie – badacze innych krajów świata i ich dorobek naukowy”. Z kolei w 1972 roku uzyskał tytuł doktora nauk humanistycznych z zakresu etnologii na podstawie pracy pod tytułem „Polscy badacze kultury Jakutów”. Książka została poświęcona aktywności naukowej zesłańców z XIX w. Praca ta została wydana także w języku rosyjskim w 2001 roku. W latach 1958–51 był związany z Katedrą Etnografii Uniwersytetu Poznańskiego, gdzie pracował również w bibliotece. Zajmował się także pracą muzealną w Muzeum Archeologicznym w Poznaniu a także w Muzeum Mazurskim w Olsztynie. W okresie 1975–92 pracował także jako nauczyciel akademicki; prowadził zajęcia głównie z historii nauk antropologicznych oraz bibliotekoznawstwa. Armon publikował również bibliografie, między innymi „Bibliografię historii etnografii polskiej”. Interesował się kulturą litewską („Zainteresowania Oskara Kolberga folklorem litewskim”, „Lud”, t. 42.) i etnografią ludów bałtyckich. W roku 1968 opublikował artykuł „Badania nad litewską kulturą ludową w latach 1945–1965". Przygotowywał się do opublikowania pracy habilitacyjnej „Ludoznawstwo, literatura ludowa i literatura dla ludu na Litwie w latach 1831–1864", czego jednak nie ukończył.

## Nagrody
Był laureatem nagrody sekretarza naukowego PAN w 1972 roku oraz nagrody I stopnia rektora UMK za całokształt pracy zawodowej w 1989 roku.

## Życiorys
Urodził się w Kiejdanach na Litwie, jako syn Stanisława – urzędnika spółdzielczości i Aleksandry Jaciuńskiej – nauczycielki. Uczęszczał do szkoły powszechnej, a następnie do gimnazjum jezuickiego w Kownie. Był żonaty z Janiną Ciołkowiak, z którą miał syna Olgierda i córkę Renatę oraz z Krystyną Przewoźną.